# Jean-Pierre Brouillaud (romancier)
Pour les articles homonymes, voir Jean-Pierre Brouillaud et Brouillaud.
Jean-Pierre Brouillaud, né en 1969 à Bordeaux, est un écrivain, auteur-compositeur-interprète français, maître de conférences de droit à l'université Lille-II puis à l'université Paris-Est-Créteil-Val-de-Marne.

## Biographie
Jean-Pierre Brouillaud soutient sa thèse de doctorat en droit privé, préparée sous la direction de Jean-Denis Bredin à l'université Panthéon-Sorbonne en 1995 sous le titre Le juge amiable compositeur.
Grand amateur de tennis, classé 15/2, Jean-Pierre Brouillaud est un admirateur de Guillermo Vilas, à qui son premier roman rend hommage.
Il est l'auteur de quatre romans publiés aux éditions Buchet-Chastel : Jeu, set et match, en 2009, Martin Martin, en 2013, Les Petites Rébellions, en 2015, et Ma vie avec Contumace, publié en février 2018. Un cinquième roman, Longue conservation, est sorti en 2023 chez Chum éditions.
Il a également écrit une pièce de théâtre, J'admire l'aisance avec laquelle tu prends des décisions catastrophiques, créée au Festival d'Avignon 2017 puis jouée au Studio Hébertot, à Paris, pendant plus de trois mois en 2018-2019 et, à Paris toujours, au théâtre de la Reine-Blanche en août 2019. La pièce est en tournée en 2019-2020,. Elle est éligible aux Molières 2019.
Un recueil de nouvelles, Rien n'est moins sûr..., sort chez Chum éditions en septembre 2021, et une pièce de théâtre Le train de la voie 6 aux éditions Moires en 2022. Il est l'auteur d'un texte sur Le goût du bonheur, l'album de Gérard Lenorman sorti en 2021.
Sa pièce "Quand on sera grand" est créée au festival d'Avignon 2023.

## Œuvre
Domaine juridique
- Droit des affaires, Hachette Éducation, 2000, collection Crescendo  (ISBN 978-2-01-145332-7)
- Droit civil : les biens, les personnes, la famille, Hachette Éducation, 2000, collection Crescendo  (ISBN 978-2-01-145310-5)
- Guide du droit des affaires, Ellipses, 2009,  (ISBN 978-2-72985042-5)

Romans
- Jeu, set et match[3],[4], Buchet-Chastel, 2009  (ISBN 978-2-283-02381-5)
- Martin Martin[5],[6], Buchet-Chastel, 2013  (ISBN 978-2-283-02640-3)
- Les Petites Rébellions[1],[7], Buchet-Chastel, 2015  (ISBN 978-2-283-02910-7)
- Ma vie avec Contumace[8], Buchet-Chastel, 2018  (ISBN 978-2-283-03128-5)
- Recueil de nouvelles : Rien n'est moins sûr ..., Chum éditions, 2021.
- Longue conservation (Chum éditions, 2023)

Poésie
- Pierre Bichaud, Sylvie Bracconi, Jean-Pierre Brouillaud, préface de Matthieu Chedid Des rimes et des rames. Concours de poésie dans le métro 2002-2003, éd. Le Temps des cerises, 2003  (ISBN 2-84109-443-X et 978-2-84109-443-1)

## Théâtre
- J'admire l'aisance avec laquelle tu prends des décisions catastrophiques[10], créée au festival d'Avignon 2017[9], avec Mathilde Lebrequier et Renaud Danner ; metteur en scène :  Éric Verdin ; au studio Hébertot à Paris à partir du 29 novembre 2018.
- Le train de la voie 6, éditions Moires, 2022.
- Prix du Museum littéraire 2022 dans la catégorie Théâtre.
- "Quand on sera grand", Avignon 2023.
- "Douze", Paris 2024.

## Discographie
- Pauvre Muet Amoureux (1998)[11]